# Чирвои (Белуно)
Чирвои (итал. Cirvoi) је насеље у Италији у округу Белуно, региону Венето.
Према процени из 2011. у насељу је живело 315 становника. Насеље се налази на надморској висини од 544 м.